# Emirates Durham International Cricket Ground
Der Emirates Durham International Cricket Ground, kurz Emirates Durham ICG, früher Riverside County Cricket Ground oder kurz Riverside Ground, ist das neueste Test-Match-Stadion in England und Heimat des Durham County Cricket Clubs.

## Stadion

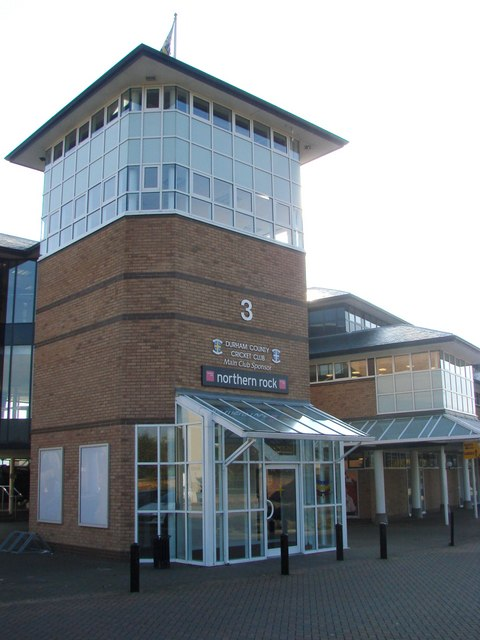
Eingang zum Durham County Cricket Club

Das Stadion liegt in Chester-le-Street, County Durham und hat bei Länderspielen eine Zuschauerkapazität von 17.000. Die Enden der Pitch heißen Lumley End und Finchale End. Das Stadion wird vom malerischen Lumley Castle überragt.
Der Bau des Stadions war eine Bedingung für die Zulassung des Durham CCC als achtzehntes und bisher letztes First-Class-County. Am 18. Mai 1995 fand das erste Heimspiel gegen Warwickshire CCC statt, das erste One-Day International folgte während des Cricket World Cups 1999 in England. Endgültig in die Reihe der englischen Test-Match-Grounds wurde es 2003 mit einem Test gegen Simbabwe aufgenommen.
Im Jahr 2009 wurde bekanntgegeben, dass Riverside sein erstes Ashes-Test-Match 2013 erhalten wird, nachdem es für 2009 noch das Nachsehen gegenüber Cardiff hatte. Während des Cricket World Cup 2019 war das Stadion wieder einer der Austragungsorte.